# Nibok

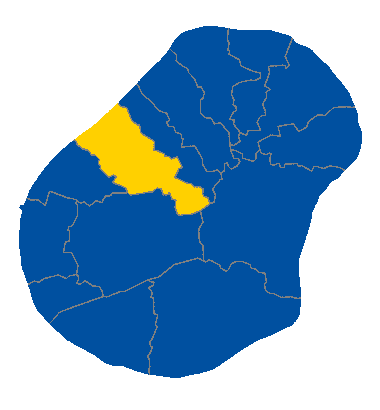
Vị trí quận Nibok tại Nauru.

Nibok là một quận của đảo quốc Thái Bình Dương Nauru. Quận nằm ở phía tây của đảo và thuộc Khu vực bầu cử Ubenide, diện tích là 1,6 km² và dân số là 460 người.